# On Our Merry Way
On Our Merry Way és una pel·lícula de comèdia estatunidenca del 1948 produïda per Benedict Bogeaus i Burgess Meredith i estrenada per United Artists. En el moment del seu llançament, King Vidor i Leslie Fenton van ser acreditats amb la seva direcció, tot i que el DVD inclou John Huston i George Stevens, que van ajudar amb un dels segments, també. El guió de Laurence Stallings i Lou Breslow, basat en una història original d'Arch Oboler, és d'estil similar al de Tales of Manhattan  (1942), una altra pel·lícula d'antologia formada per diverses vinyetes enllaçades per un sol tema. La pel·lícula és protagonitzada per Paulette Goddard, Burgess Meredith, James Stewart, Henry Fonda, Harry James, Dorothy Lamour, Victor Moore i Fred MacMurray. És la primera aparició conjunta al cinema de Stewart i Fonda, que interpreten una parella de músics a la seva secció de la pel·lícula.

## Argument
Oliver Pease (Burgess Meredith) ha enganyat la seva núvia Martha (Paulette Goddard) fent-li creure que és un periodista inquisitiu de Los Angeles Daily Banner quan, de fet, hi treballa com a secretari d'anuncis classificats. Quan la Martha suggereix que Oliver pregunti a la gent del carrer: "Quina influència ha tingut un nadó en la teva vida?", sotmet la pregunta al periodista real, que la descarta directament. L'Oliver s'acosta a l'editor i es presenta com a representant de l'editor, que diu que vol millorar la funció fent que l'Oliver vagi per la ciutat i li faci la pregunta suggerida per la seva dona.
Els músics de jazz Slim i Lank (James Stewart i Henry Fonda) confonen la paraula "nadó" amb "xicota" i recorden una dona trompetista (Dorothy Ford) que van conèixer quan el seu autobús turístic es va avariar en un balneari costaner de Califòrnia, on van intentar arreglar un concurs de talents perquè guanyi el fill de l'alcalde.
L'estrella de cinema de Hollywood Gloria Manners (Dorothy Lamour) recorda l'època en què va ser contractada per treballar amb l'estrella infantil precoç Peggy Thorndyke (Eileen Janssen), que sense voler va provocar la seva gran oportunitat al cinema, transformant-la d'una secretària d'Iowa a una deessa de Polinèsia.
En una història semblant a "The Ransom of Red Chief" d'O. Henry, el màgic d'èxit Al (Fred MacMurray) relata com ell i el seu amic Floyd (William Demarest) una vegada van ser estafadors que van ensopegar al bosc amb un jove fugitiu i bromista, Edgar Hobbs. En saber que vivia amb el seu oncle, un banquer ric, van conspirar per tornar el noi i reclamar una recompensa, només per descobrir que el seu oncle no el volia al seu costat Tot va acabar bé quan Al es va casar amb la germana d'Edgar i va fer que els dos germans formessin part del seu acte de màgia.
Al final del dia, Oliver torna al diari només per descobrir que ha estat acomiadat del seu treball real per ser AWOL. Quan li explica el que va passar a la seva dona, ella el sorprèn dient-li que coneixia la seva feina i que no li importa. L'editor del diari, impressionat per les notes que l'Oliver va fer mentre parlava amb els seus diferents temes, arriba per dir-li que li agrada la seva columna i té previst imprimir-la, i li pregunta en primer lloc com li va semblar la pregunta. La Martha confessa que li va venir perquè tindrà un nadó.